# Múrias
Múrias ist eine Ortschaft und Gemeinde im Norden Portugals.
1972 wurde hier der Film Pedro Só gedreht, ein bedeutendes Werk des neuen portugiesischen Films.

## Geschichte
Funde belegen eine vorgeschichtliche Besiedlung, insbesondere die eisenzeitliche Siedlung der Castrokultur aus dem 1. Jahrtausend vor Christus. Etwa ab dem 4. Jh. n. Chr. wurde es eine römische Siedlung.
Die heutige Ortschaft entstand vermutlich im Verlauf der Neubesiedlungen nach der mittelalterlichen Reconquista im 11. und 12. Jahrhundert. 

## Verwaltung
Múrias ist Sitz der gleichnamigen Gemeinde (Freguesia) im Kreis (Concelho) von Mirandela im Distrikt Bragança. In ihr leben 244 Einwohner auf einer Fläche von 23 km² (Stand 19. April 2021).
Folgende Ortschaften liegen im Gemeindegebiet:
- Couços
- Gandariças
- Múrias
- Regodeiro
- Vale de Prados

## Sehenswürdigkeiten
Neben der Natur, die über Wanderwege der Kreisverwaltung Mirandela erschlossen ist, befinden sich einige Baudenkmäler in der Gemeinde Múrias:
- Castro de São Juzende, archäologischer Fundort einer eisenzeitlichen Siedlung[3]
- Igreja de São Martinho,  Gemeindekirche von Múrias[4]
- Capela de São Paulo, Kapelle in Múrias[5]